# Źródło Świętego Świerada

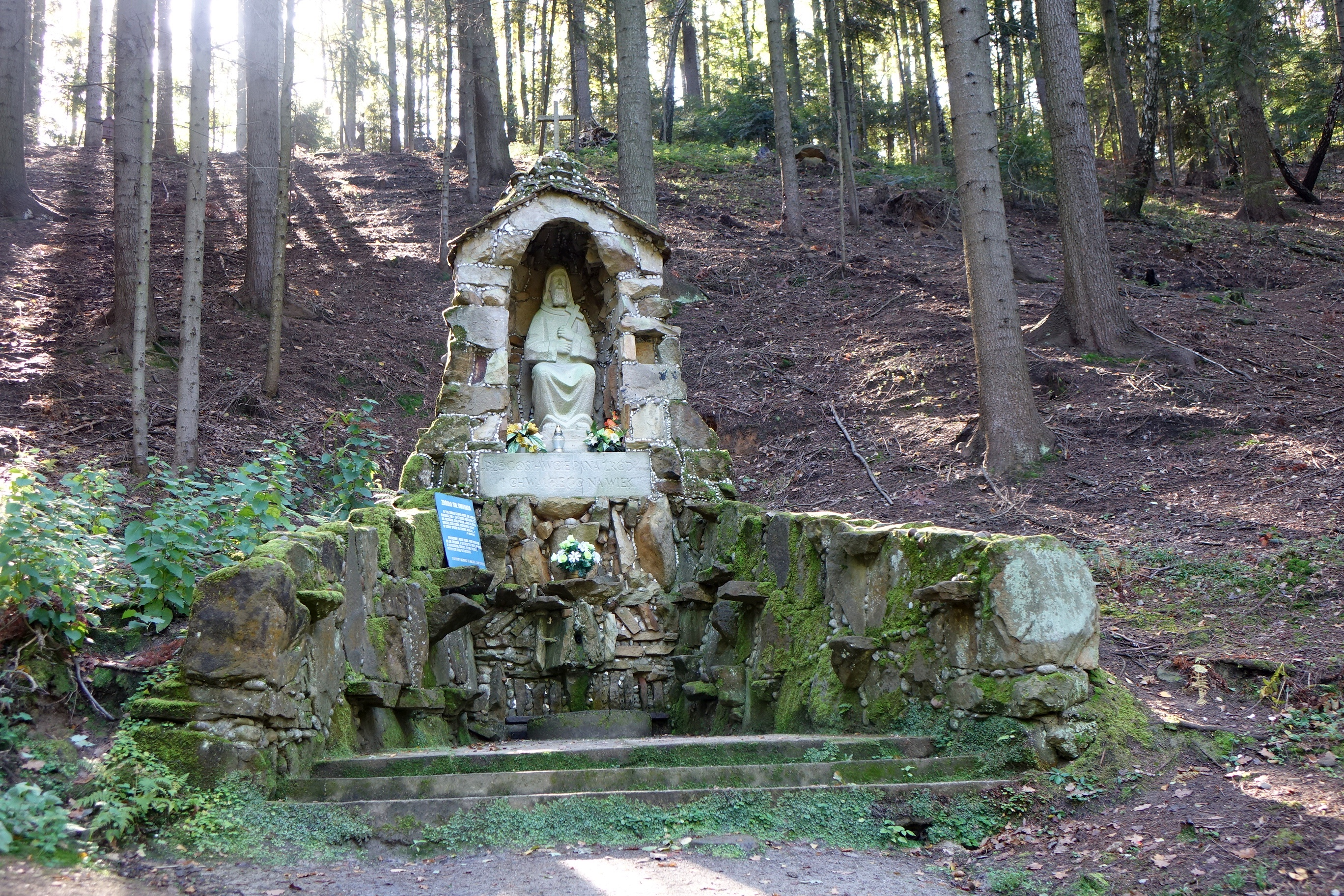

Źródło świętego Świerada – źródło w miejscowości Tropie w województwie małopolskim, w powiecie nowosądeckim, w gminie Gródek nad Dunajcem. Znajduje się w lesie, w bliskiej odległości od Pustelni św. Świerada. Pod względem geograficznym jest to obszar Pogórza Rożnowskiego, będący częścią Pogórza Środkowobeskidzkiego.
Ze źródła tego, według tradycji, korzystał święty Świerad, który jako pustelnik zamieszkiwał w pobliskiej pustelni. W 1736 roku wizytator parafii Tropie wydał ówczesnemu proboszczowi polecenie, by z tego powodu zabezpieczył on to źródło. Istniejącą obecnie nad nim kamienną postać modlącego się pustelnika wykonano w 1971 roku. Do źródła przychodzą pielgrzymi. Modlą się tu i piją wodę ze źródła z wiarą o przywrócenie zdrowia.